# Layaradasarahalli, Hiriyur
Layaradasarahalli là một làng thuộc tehsil Hiriyur, huyện Chitradurga, bang Karnataka, Ấn Độ.